# Transaxel
Transaxel kallas det när växellådan och differentialen är ihopbyggda som en enhet baktill i en personbil med frontmotor eller mittmotor.
Fördelarna med transaxel-uppbyggnad är att i bilar med frontmotor förbättras viktfördelningen, framkomligheten och väghållningen avsevärt jämfört med om växellådan sitter sammanbyggd med motorn fram.
Nackdelarna är försämrad baksäteskomfort, högre ljudnivå i kupén vid landsvägs- och motorvägskörning samt att det krävs långa länkage mellan växelspaken och växellådan.
På moderna bakhjulsdrivna bilar väljer man idag att placera motorn och växellådan fram, men genom att göra alla framvagnsdetaljer i lättmetall (som till exempel BMW 3-serien) kan man ändå åstadkomma en jämn viktfördelning. Transaxeln lever dock fortfarande kvar i vissa sportbilar då den är billigare att ta fram och inte kräver lika stort överhäng över bakhjulen.
Den första bilen som hade transaxel hette Škoda Popular och tillverkades någon gång under början av 1900-talet. Den första biltillverkaren som började använda transaxel i vanliga bruksvagnar var DAF, i och med deras lansering av DAF 600 i slutet av 1950-talet.
Deras nyutvecklade remdrivna Variomatic-växellåda var för stor för att vara monterad i motorutrymmet och därför placerades den bak, framför bakaxeln under baksätet, men trots att utrymmet framför bakaxeln var större än utrymmet i motorutrymmet var baksätet tvunget att förhöjas med en låg takhöjd som följd. Denna nackdel gjorde att transaxel blev ovanligt på vanliga bruksbilar och familjebilar. 
Mittmotorbilar har transaxel endast för att få mer plats i motorutrymmet.

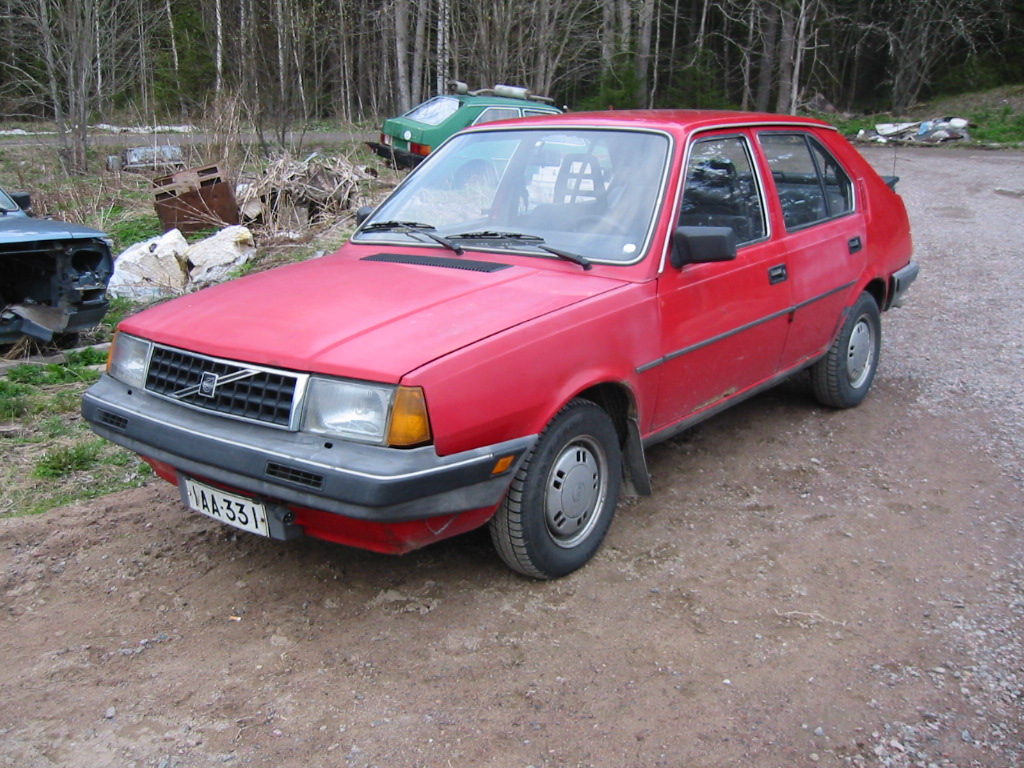
En av få bruksbils/familjebilsmodeller med transaxel, Volvo 340 - en vidareutveckling av DAF:s personbilsmodeller.

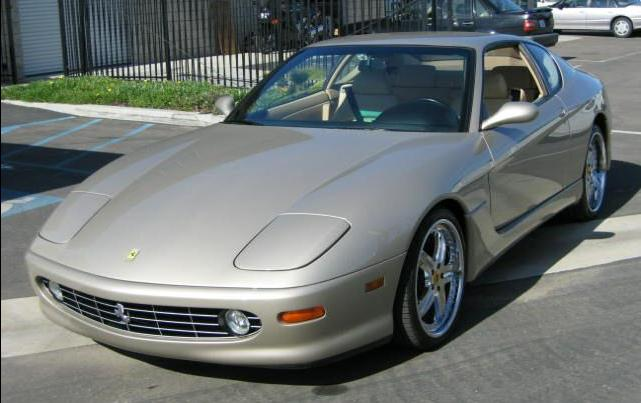
En sportbil med transaxel, Ferrari 456.

## Några kända bilar med frontmotor som har transaxeluppbyggnad
- Nissan GT-R
- Aston Martin V8
- Chevrolet Corvette C5 och C6
- Ferrari 456
- Ferrari 599 GTB Fiorano
- Ferrari 612 Scaglietti
- Pontiac Tempest (första generationen)
- Porsche 924/944/968
- Porsche 928
- Škoda Popular
- Volvo 340/360
- Äldre Alfa Romeo-modeller, till exempel: Giulietta Nuova, Alfetta, Alfetta GT/GTV/GTV6, Alfa 90 och Alfa 75.
- Äldre DAF-modeller, till exempel: DAF 44/46, 55, 66 och postbilen Tjorven
- Lancia Aurelia